# Jincheng (Taiwan)
Jincheng (金城鎮S, Jīnchéng ZhènP) è un comune di Taiwan situato nella contea di Kinmen, nella provincia di Fujian.